# Queen of Apology
"Queen of Apology" är en låt av den svenska rockgruppen The Sounds. Den gavs ut som tredje singel från gruppens andra album, Dying to Say This to You, den 20 november 2006. Singeln, som utgavs endast på 7"-vinylskiva, uppnådde inga listframgångar. Den lanserades tillsammans med en remix av det amerikanska bandet Fall Out Boy. En annan remix av Patrick Stump finns också med på soundtracket Snakes on a Plane: The Album.
Ingen officiell musikvideo har spelats in till låten.

## Låtlista
Svensk 7"-singel (Warner Music Sweden KOW1014V1)
1. "Queen of Apology" –  3:05
2. "Queen of Apology" (Fall Out Boy Remix) – 3:07

Amerikansk 7"-singel (New Line Records NLR001)
1. "Queen of Apology" (Live Version)  – 3:10
2. "Goodbye Seventies" (Live Version) (Yazoo) – 3:15